# Trésor de Harrogate

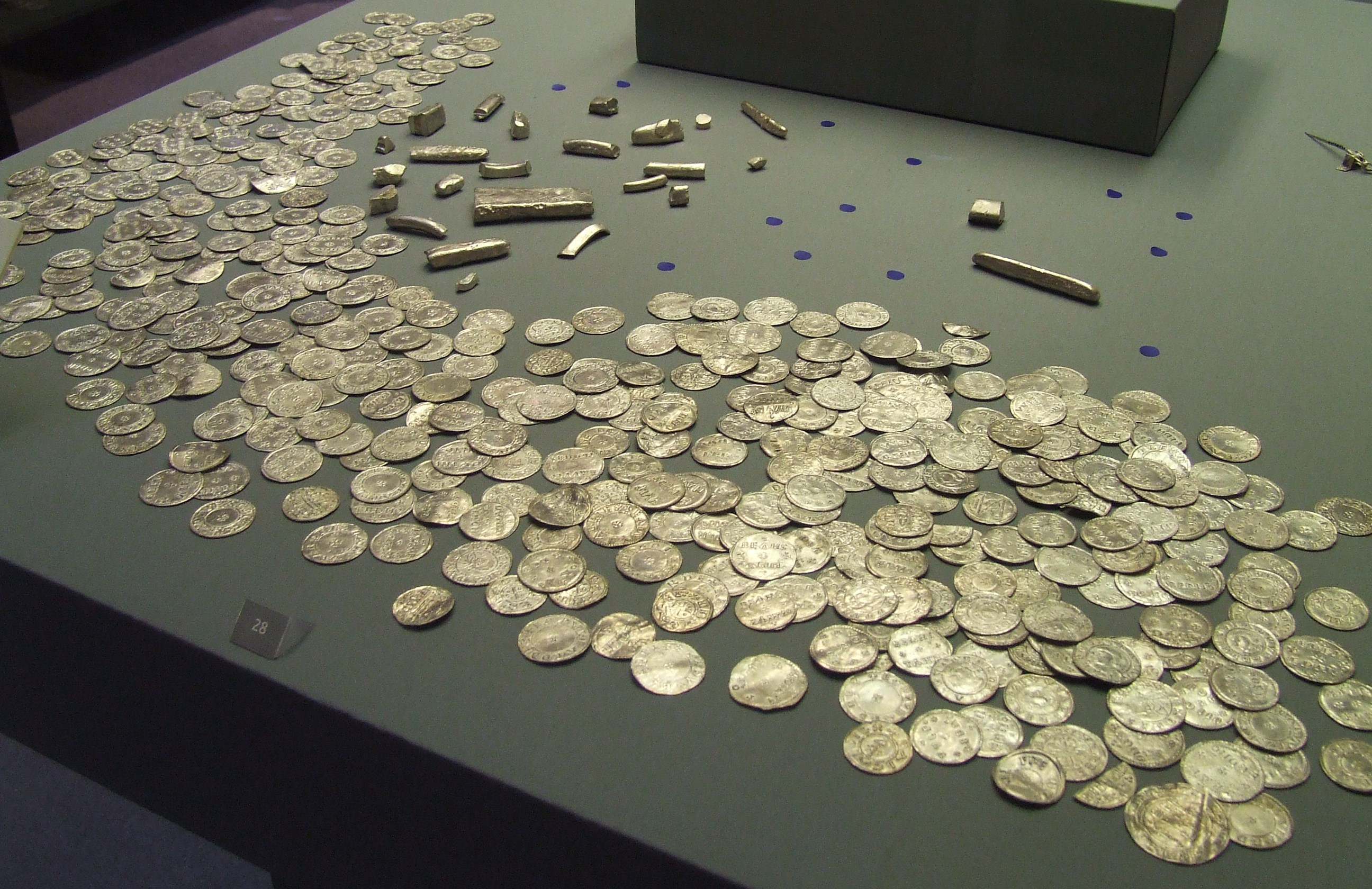
Pièces et coins du trésor de Harrogate exposés au British Museum.

Le trésor de Harrogate est un ensemble de pièces d'orfèvrerie et de monnaie du haut Moyen Âge découvert en 2007 près de Harrogate, dans le Yorkshire du Nord, en Angleterre. C'est le plus important trésor de l'âge des vikings à avoir été mis au jour en Europe occidentale depuis le trésor de Cuerdale, en 1840. Les inventeurs du trésor sont les détectoristes David et Andrew Whelan.
Le trésor comprend 617 pièces de monnaie en argent, 67 objets en argent (principalement des lingots et des morceaux de bijoux, mais aussi cinq brassards) et un brassard en or. Tous ces objets se trouvaient dans un récipient en argent (probablement fabriqué en France ou en Allemagne vers 900) qui était lui-même enterré dans un coffre de plomb. À l'exception de quelques deniers carolingiens et dirhams islamiques, les pièces proviennent toutes d'Angleterre. Certaines sont à l'effigie des rois anglo-saxons Alfred le Grand, Édouard l'Ancien et Æthelstan, ainsi que de l'archevêque de Cantorbéry Plegmund, tandis que d'autres, frappées par les souverains du royaume viking d'York, ne portent pour la plupart pas de nom de roi.
Sa valeur est estimée à 1 082 000 livres par le Treasure Valuation Committee. Il est acquis en 2009 par le York Museums Trust (en) et le British Museum avec le soutien financier de nombreux donataires, parmi lesquels le National Heritage Memorial Fund, The Art Fund et The British Museum Friends (en).